# Unín, Skalica
Unín este o comună slovacă, aflată în districtul Skalica din regiunea Trnava. Localitatea se află la altitudinea de 269 m deasupra n.m., se întinde pe o suprafață de 22,73 km2 și în 2017 număra 1.231 de locuitori.

## Istoric
Localitatea Unín este atestată documentar din 1392.

## Demografie
| An:                | 1994 | 2004   | 2014   | 2024   |
| ------------------ | ---- | ------ | ------ | ------ |
| Număr de persoane: | 1149 | 1180   | 1240   | 1168   |
| Diferență:         |      | +2,69% | +5,08% | −5,80% |

| An:                | 2023 | 2024   |
| ------------------ | ---- | ------ |
| Număr de persoane: | 1180 | 1168   |
| Diferență:         |      | −1,01% |